# كوجي نيشيمورا
كوجي نيشيمورا (باليابانية: 西村 弘司) (7 يوليو 1984 في إغا في اليابان – )؛ هو لاعب كرة قدم ياباني سابق كان يلعب كحارس مرمى.

## وصلات خارجية
- كوجي نيشيمورا على موقع رابطة كرة القدم اليابانية للمحترفين (اليابانية)
- كوجي نيشيمورا على موقع قاعدة بيانات كرة القدم.إي يو (الإنجليزية)
- كوجي نيشيمورا على موقع Soccerway.com (الإنجليزية)
- كوجي نيشيمورا على موقع عالم كرة القدم.نت (الإنجليزية)
- كوجي نيشيمورا على موقع كووورة